# Bundesverband für Country Westerntanz Deutschland
Der Bundesverband für Country Westerntanz Deutschland e. V. (BfCW) ist ein Verein mit Sitz in Darmstadt. Er verbreitet und vereinheitlicht das Country-Western-Tanzen in Deutschland und fördert die Kontakte der Vereine und Tänzer untereinander. Dies geschieht vor allem durch die Unterrichtung über alle den Country-und-Western-Tanzsport betreffende Fragen sowie die Erstellung von Richtlinien.

## Aktivitäten
Der Verband führt gelegentlich Trainer-Seminaren (TTS) zur Standardisierung und Verbreitung einer allgemein gültigen Terminologie durch, weiterhin bildet er Trainer und Übungsleiter aus und fort, ebenso Turnierleiter und Wertungsrichter und er vergibt Sportturniere und Meisterschaften in den verschiedenen Wettkampfsportarten des Country Westerntanzens oder führt sie selbst durch. Darüber hinaus koordiniert er sämtliche Aktivitäten  um den Country Western Tanzsport.
Die Lizenzvergabe für Tanztrainer im Country Western Tanzsport findet unter der Federführung des BfCW statt und erfolgt nach den Vorgaben des DOSB.

## Geschichte
Am 2. Juni 1996 wurde die German Country & Western Dance Association (GCWDA) gegründet. Von Anfang an veranstaltete die GCWDA jeden Monat Tanztrainerseminare, bei denen nationale und internationale Gäste, wie z. B. Barry Durand, Max Perry, Rob Fowler, Judy McDonald, Brian Barrakauskas geladen waren.
Die ersten Tanztrainerprüfungen unter der National Teacher Association, ermöglichte die GCWDA ihren Mitgliedern dann im Juni 1999. Seit 31. August 2002 ist die Bundesverband für Country- und Westerntanz Deutschland e. V., ein Fachverband mit besonderer Aufgabenstellung im Deutschen Tanzsportverband e. V. und im DOSB. Der Country- und Westerntanz war eine offiziell anerkannte Breiten- und Wettkampfsportart geworden.
2004 präsentierte der BfCW die „1. Deutsche Meisterschaft im Country & Westerntanz“, die vom Deutschen Olympischen Sportbund anerkannt wurde.

## Gliederung
Der Verband gliedert sich in Landesverbände für Country Westerntanz, wie z. B. den Bayerischen Country Western Tanzsport Verband e. V. und den Niedersächsischen Country Western Tanzsportverband e. V.

## Ziele
- Die Pflege und Förderung des Country Western-Tanzsports sowie das Erstellen und Verbreiten der Richtlinien und Wettbewerbsbedingungen.
- Die Organisation von Tanzsportveranstaltungen und Workshops zur Verbreitung und Vereinheitlichung des Country Western Tanzens in Deutschland zur Förderung der Kontakte der Vereine und Tänzer untereinander.
- Die Jugendarbeit seiner Mitglieder im Sinne der Deutschen Sportjugend zu fördern.
- Die Durchführungen von Tanztrainerseminaren mit oft internationalen Tanztrainern.
- Die Aus- und Fortbildung von Übungsleitern und Trainern, Turnierleitern und Wertungsrichtern, deren Regeln an die Richtlinien des Deutschen Tanzsportverbandes (DTV) angelehnt wurden.
- Die Vergabe und Durchführung von Sportturnieren und Meisterschaften in den verschiedenen Wettkampfsportarten des Country Westerntanzens.
- Die Koordinierung sämtlicher Aktivitäten rund um den Country Western-Tanzsport.
- Hilfestellungen bei Neugründungen von Country Western Tanzsportvereine, sowie Informationen über die Anrechte auf Zuschüsse, Vergünstigungen, Beihilfen für Tanztrainer, Investitionshilfen, Förderung der Jugendarbeit, Gestellung von Trainingsmöglichkeiten bei den Kommunen, Sportlerehrungen und vieles mehr.
- Die Vertretung des Country Western Tanzsport in seinen nationalen und internationalen Angelegenheiten und die Regelung der damit zusammenhängenden Fragen zum Wohle seiner Mitglieder.

## Mitglieder
Ungefähr ein Zehntel der Mitglieder des BfCW sind Turniertänzer, der Großteil der verbleibenden Mitglieder sind Hobby- und Breitensportler.